# Манастир Светог Власија у Драчу
Манастир Светог Власија је обновљени манастир у селу Шенавлаш у округу Драч у Албанији.

## Историја
Манастир је познат као прва светиња која је срушена у Албанији 1957. године, што је означило почетак кампање Радничке партије Енвера Хоџе "Религија је опијум за народ", која је имала за циљ да Албанију прогласи првом државом без религије.
1950. године у манастир су насељене руске монахиње на челу са схимоигуманијом Маријом (Дохторовом) које су након наглог захлађења односа између СССР-а и СФРЈ„ у року од пола сата без црквених књига и црквене имовине“ протеране из Југославије.
Монахиње су тражиле да се врате у СССР. Поднета је петиција за улазак монахиња у СССР и смештај у један од манастира, али је 1951. године начелник Министарства иностраних послова Андреј Вишински обавестио Г. Г. Карпова да се његово одељење слаже са мишљењем Савета. за послове Руске православне цркве о непримерености уласка монахиња и њиховог свештеника на територију СССР-а. У овој ситуацији, сестре су, одбијајући да оду у Француску или САД, затражиле помоћ за смештај у Бугарску, где су стигле 1954. године. После овога престаје монашки живот у манастиру Светог Влаха.
4. априла 1967. године покренута је брутална антирелигијска кампања у Албанији. Резолуцијом Централног комитета Радничке партије од 22. новембра 1967. године Албанија је проглашена за прву атеистичку државу на свету, у којој је Уставом било забрањено било какво исказивање верског богослужења. Одлучено је да се манастир сруши. Међутим, мештани, који су требали да учествују у рушењу, одбили су да униште манастир. Тада су рушитељи привукли комсомолце из другог града и тајно дошли у манастир. Манастир Светог Влаха је био први културни објекат који је уништен, а после њега уништене су и друге богомоље свих вероисповести.
И после разарања, православни хришћани су наставили да тајно посећују ово место, пале свеће по ободу порушених цркава и овде се моле.
Године 1996. манастир је поново оживео и исте године овде се преселила Свето-Васкресна Богословија Албанске православне цркве, основана 1992. године. Обнова храма и суседног комплекса настављена је до 2001. године. Богословија је претворена у богословску академију и на њој се школују не само мушкарци, већ и жене; при манастиру је створена амбуланта, а отворено је и сиротиште.
У новом, велелепном манастиру у Драчу налази се Духовна академија Албанске православне цркве, сиротиште, конаци за 100 монаха.